# Lee Joo-hyung
Lee Joo-hyung (koreanisch 이주형; * 5. März 1973) ist ein ehemaliger südkoreanischer Turner.

## Erfolge
Lee Joo-hyung gewann seine ersten internationalen Medaillen bei den Asienspielen 1990 in Peking. Am Barren gewann er sogleich die Goldmedaille, während er am Sprung Silber gewann und mit der Mannschaft im Mehrkampf den dritten Platz belegte. 1992 gab Lee in Barcelona sein Olympiadebüt. In der Qualifikation der Einzelgeräte kam er dabei nicht über den 61. Rang am Reck, den 45. Platz am Pauschenpferd und den 39. Platz an den Ringen hinaus. Am Boden erreichte er Rang 20. Den Sprung beendete er auf Rang 19. Am Barren wurde er 17. Im Einzelmehrkampf genügte ihm dagegen ein 34. Platz für den Finaleinzug. Mit 57,675 Punkten schloss er das Finale auf dem achten Platz ab. Auch den Mannschaftsmehrkampf beendete Lee auf Rang acht. 1994 gewann Lee bei den Asienspielen in Hiroshima zwei Medaillen. Am Sprung erhielt er als Dritter die Bronzemedaille und sicherte sich außerdem mit der Mannschaft im Mehrkampf als Zweiter die Silbermedaille.
Zwei Jahre später erfolgte Lees zweite Olympiateilnahme. In Atlanta belegte er in der Qualifikation der Einzeldisziplinen den 36. Platz am Sprung, den 35. Platz an den Ringen, den 22. Platz am Boden und den 21. Platz am Pauschenpferd. Am Barren und am Reck gelang ihm dagegen die Finalqualifikation. Mit 9,737 Punkten belegte er im Reckfinale den achten und mit 9,687 Punkten im Barrenfinale den siebten Platz. Im Einzelmehrkampf zog er ebenfalls ins Finale ein, kam dort aber mit 56,986 Punkten nicht über den 20. Rang hinaus. Den Mannschaftswettbewerb beendeten Lee und seine Mitstreiter erneut auf dem achten Platz.
Bei den Asienspielen 1998 in Bangkok wiederholte Lee mit der Mannschaft den zweiten Platz von 1994, während er in den Einzeldisziplinen diesmal eine Bronzemedaille am Reck gewann. Ein Jahr darauf startete er bei den Weltmeisterschaften in Tianjin, wo er am Barren Weltmeister wurde. Mit 9,750 Punkten setzte er sich im Finale gegen die mit 9,675 Punkten punktgleichen Naoya Tsukahara aus Japan und Alexei Bondarenko aus Russland durch. Im selben Jahr gewann Lee bei der Sommer-Universiade 1999 in Palma die Silbermedaille am Reck. Bei den Olympischen Spielen 2000 in Sydney stand Lee zum dritten Mal im olympischen Turnkader Südkoreas. Mit Rang 70 am Sprung, Rang 65 an den Ringen und Rang 61 am Boden gelangen ihm teils nur hintere Platzierungen. Am Pauschenpferd platzierte er sich als 26. im Mittelfeld. Im Mannschaftsmehrkampf verbesserten sich die Südkoreaner im Vergleich zu den Spielen zuvor um einen Platz auf Rang sieben, dieser war aber gleichbedeutend mit dem Verpassen des Finals. Besser lief erneut der Einzelmehrkampf, den Lee letztlich auf dem zehnten Platz beendete. Seine größten Erfolge gelangen Lee schließlich am Reck und am Barren. In beiden Disziplinen qualifizierte er sich für das Finale. Am Reck gelang ihm mit 9,775 Punkten das drittbeste Resultat hinter den mit 9,787 punktgleichen Alexei Nemow aus Russland, der aufgrund der besseren Ausführung Olympiasieger wurde, und Benjamin Varonian aus Frankreich, womit Lee die Bronzemedaille erhielt. Am Barren musste sich Lee lediglich Li Xiaopeng aus China geschlagen geben, dessen 9,825 Punkte für den Olympiasieg genügten. Lee selbst kam auf 9,812 Punkte, mit denen er sich vor Alexei Nemzow behaupten konnte, der 9,800 Punkte erzielte.